# Die Vamummtn
Die Vamummtn waren eine österreichische Hip-Hop-Gruppe, die als Pionier in der Slangsta-Szene gilt. „Die Vamummtn“ geben ihre Namen nicht bekannt, die Mitglieder der Gruppe werden mit „Ansa“, „Zwara“ und „Dreia“ bezeichnet. Zudem begleitete sie ihr DJ Hard Koarl auf Konzerten.

## Geschichte

### 2006–2009: Gründung und Anfangsjahre
Die Gruppe wurde Ende 2006 gegründet. Sie gaben an, sich aufgrund der „schier unglaublichen Flut an selbstgemachten Möchtegern-Gangsterrap-Videos“ gegründet zu haben. 2007 erreichten sie erstmals eine gewisse Bekanntheit in der Hip-Hop-Szene, als sie Diss-Antworten auf die Videos der Salzburger Hip-Hop-Gruppe SBG Hot Boys im Videoportal YouTube veröffentlichten. In diesen nahmen sie die von den SBG Hot Boys angeprangerte extrem hohe Kriminalität in Salzburg aufs Korn. 
Die sich über ein Jahr ziehende Fehde mit den SBG Hot Boys entwickelte sich zum ersten Web-basierten Beef Österreichs, das auch von der Mainstreampresse verfolgt wurde. Noch im selben Jahr brachten die Vamummtn ihr erstes Mixtape, Geht's Brunzn, online heraus.
Anfang 2008, als die Wiener Jugendkultur der Krocha immer mehr Anhänger fand, stellten die Rapper die Vamummtn Krocha Hymne auf die Internetplattform YouTube. Der Song behandelt die Krocha auf satirische Weise. Nachdem die Krocha Hymne auf mediale Resonanz stieß und außerdem die Kommerzialisierung der Jugendkultur sehr fortgeschritten war, nahm das Major-Label Universal Music Austria die Band für die Single unter Vertrag. Im Juni 2008 stieg die Gruppe auf Platz 69 der Ö3 Austria Top 40 ein und konnte bis auf Platz 47 aufsteigen.
Etwa zur selben Zeit kamen die Vamummtn beim Wiener Label „Supercity“ unter Vertrag, wo sie Ende August 2008 das Streetalbum „Free Hip Hop“ veröffentlichten. Im Dezember desselben Jahres absolvierte die Gruppe ihren ersten Live-Auftritt im Obertrumer Braukeller. Am 9. September 2009 wurde das Mixtape „Runde 3“ veröffentlicht.

### Seit 2010: Erste Live-Auftritte, Debütalbum, Trennung

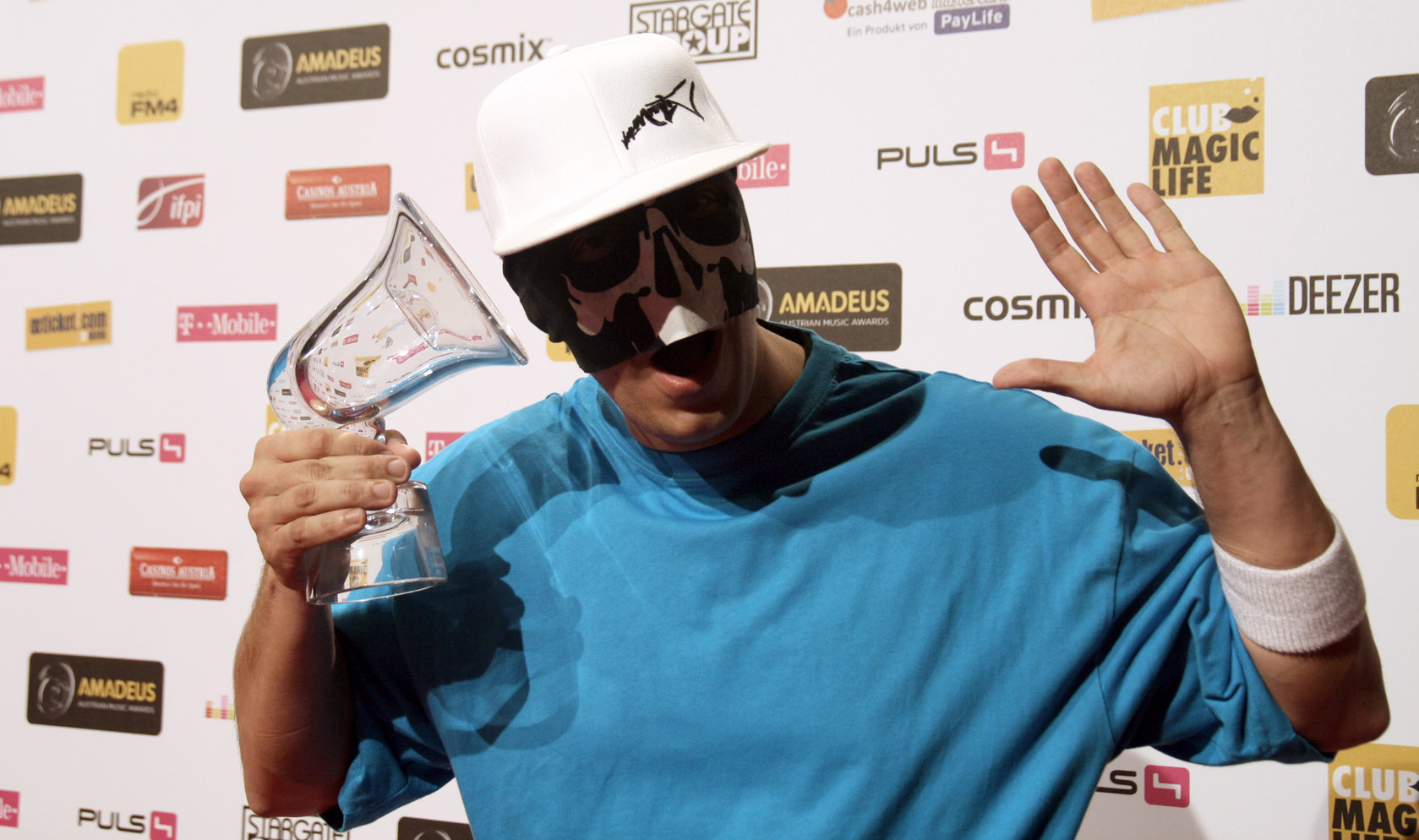
Preisträger beim Amadeus-Award 2012

2010 tourte die Gruppe durch Österreich und spielten etwa im Gasometer (Wien) und im Backstage in München. Mitglied Ansa veröffentlichte mit dem Salzburger Rapper MOZ im Mai 2011 das Album „Niedaschlog“.
Das erste Album der Gruppe, Rap is (k)a Ponyhof erschien am 30. September 2011. Die erste Vorabsingle, Schwab's Weg / Festl Gestan 2011, wurde im Juni 2011 veröffentlicht und konnte auf Platz 61 bzw. 69 in die österreichischen Charts einsteigen.
Sowohl das Album als auch die Vorabsingle erscheinen über das eigene Label der Gruppe, Schwabs Weg. Der Vertrieb erfolgt in Deutschland über Groove Attack.
2012 gewannen sie den Amadeus Austrian Music Award im Genre „HipHop/R’n’B“.
Wiederholt machten die Vamummtn auch mit Disstracks gegen die österreichische Mundart-Popformation Trackshittaz von sich reden, einerseits 2011 mit dem Diss-Track Hawara schleich di, einer Mundart-Coverversion des Hits Barbra Streisand von Duck Sauce, sowie 2012 mit einer durch ein entsprechendes Intro gespickten Coverversion des Titels Whistle des Rappers Flo Rida, der rund 15 Stunden nach einer ebenfalls eingedeutschten Version der Trackshittaz auf YouTube erschien.
Am 24. Dezember 2012 veröffentlichte die Gruppe ihr viertes Mixtape „Wast wos i man“.
Im November 2016 gaben „Die Vamummtn“ ihre Trennung bekannt.
Im März 2020 veröffentlichen "Die Vamummtn" ein Video auf Youtube mit dem Titel "Die Vamummtn 2.0 - Vo Daham Aus (M.A.D.)". Der Youtube-Kanal wurde in "Vamus 2.0 reloaded" umbenannt. Im Video wird über die Erlebnisse in der Quarantäne der Corona-Krise gerappt und ein neues Album mit Ansa und Dreia angekündigt. Es rappt neben Ansa und Dreia auch der Salzburger Rapper MOZ, der eine jahrelange Freundschaft zu den Vamummtn pflegt und bereits einige Tracks mit den Vamummtn und ein Kollabo Album mit Ansa gemacht hat. Am Ende des Videos wird ein neues Album mit dem Namen "M.A.D." angekündigt.

## Diskografie
Alben
- Rap is (k)a Ponyhof (2011; Schwabs Weg)

Mixtapes
- Gehts Brunzn (2007)
- Free HipHop (2008; Supercity)
- Runde 3 (2009; Supercity)
- Wast wos i man (2012)

Singles
- Vamummtn Krocha Hymne (2008; Universal Music)
- Schwab's Weg / Festl Gestan 2011 (2011; Schwabs Weg)

## Auszeichnungen
- Amadeus Austrian Music Award 2012 in der Kategorie Hip-Hop/R'n'B